# Liste der Naturdenkmale in Langenberg (Kreis Gütersloh)
Die Liste der Naturdenkmale in Langenberg nennt die im Gebiet der Gemeinde Langenberg im Kreis Gütersloh in Nordrhein-Westfalen ausgewiesenen Naturdenkmale.

## Naturdenkmale
| Bild | Nr. | Bezeichnung | Lage               | Position                    | Beschreibung |
| ---- | --- | ----------- | ------------------ | --------------------------- | ------------ |
|      | A11 | Stieleiche  | Matheweg 74        | 51° 46′ 44″ N, 8° 16′ 6″ O  |              |
|      | A12 | Stieleiche  | Allerbecker Weg 7  | 51° 45′ 53″ N, 8° 19′ 28″ O |              |
|      | A13 | Stieleiche  | Vornholzstraße 25  | 51° 45′ 11″ N, 8° 19′ 58″ O |              |
|      | B6  | Stieleiche  | Stromberger Straße | 51° 46′ 34″ N, 8° 18′ 47″ O |              |